# Bodianus neopercularis
Bodianus neopercularis es una especie de peces de la familia Labridae en el orden de los Perciformes.

## Morfología
Los machos pueden llegar alcanzar los 9,7 cm de longitud total.

## Distribución geográfica
Se encuentran en las islas Marshall.